# Estación de Palas de Rey
Palas de Rey es una estación de la línea ML-1 de la red de Metro de Madrid perteneciente al Metro Ligero, situada en paralelo a la calle del mismo nombre y a la avenida de Santo Domingo de la Calzada, en el área residencial de Las Tablas del barrio de Valverde (Fuencarral-El Pardo). La estación fue inaugurada el 24 de mayo de 2007, junto con el resto de la línea. Es una de las cuatro estaciones de la línea que se encuentra en superficie.
Su tarifa corresponde a la zona A según el Consorcio Regional de Transportes.

## Accesos
- Palas de Rey C/ Palas de Rey, frente al N.º 18

## Líneas y conexiones

### Metro Ligero
| << cabecera        | < estación  | línea | estación > | cabecera >> |
| ------------------ | ----------- | ----- | ---------- | ----------- |
| Pinar de Chamartín | María Tudor |       | Las Tablas | Las Tablas  |

### Autobuses
| Diurnos |                              |                                                                       |
| Línea | Destino                      | Parada                                                                |
| T61 | Estación de Fuencarral       | 3610 METRO PALAS DE REY (Av. Sto. Domingo de la Calzada-C/ Valcarlos) |
| 170 | Arroyo del Fresno            | 3610 METRO PALAS DE REY (Av. Sto. Domingo de la Calzada-C/ Valcarlos) |
| T61 | Las Tablas                   | 3611 METRO PALAS DE REY (Av. Sto. Domingo de la Calzada-C/ Valcarlos) |
| 170 | Sanchinarro                  | 3611 METRO PALAS DE REY (Av. Sto. Domingo de la Calzada-C/ Valcarlos) |
| 176 | Plaza de Castilla            | 4495 LAS TABLAS SUR (C/ Palas de Rey-C/ Furelos)                      |
| 175 | Plaza de Castilla            | 4508 LAS TABLAS NORTE (C/ Valcarlos)                                  |
| Nocturnos |                              |                                                                       |
| Línea | Destino                      | Parada                                                                |
| N24 | Las Tablas Plaza de Cibeles# | 3871 VALCARLOS-TIERRA DE MELIDE                                       |
| # La línea N24 realiza un circuito neutralizado por la zona de Las Tablas, con lo cual, aunque técnicamente la línea en la parada 3871 indica destino Las Tablas, los viajeros con destino Plaza de Cibeles pueden subir al autobús en esta parada sin tener que volver validar el título de transporte en la cabecera de Las Tablas. |                              |                                                                       |